# Aleucosia coastalis
Aleucosia coastalis är en tvåvingeart som först beskrevs av Edwards 1934.  Aleucosia coastalis ingår i släktet Aleucosia och familjen svävflugor. Inga underarter finns listade i Catalogue of Life.